# أمشول
قرية أمشول هي إحدى القرى التابعة لمركز ديروط في محافظة أسيوط في جمهورية مصر العربية. حسب إحصاءات سنة 2006، بلغ إجمالي السكان في أمشول 14498 نسمة، منهم 7399 رجل و7099 امرأة.